# Цифровой рубль

Логотип цифрового рубля

Цифровой рубль — цифровая валюта центрального банка (ЦВЦБ, CBDC), разрабатываемая Банком России (ЦБ РФ), третья форма российской национальной валюты в дополнение к уже существующим наличной и безналичной формам денег. Все формы рубля равноценны друг другу.
Цифровой рубль сочетает в себе свойства наличных и безналичных рублей. Однако ЦБ не рассматривает новую валюту в качестве замены старой, а видит цифровой рубль лишь в качестве дополнения к существующим формам денег.
Цифровой рубль будет эмитироваться Банком России. Контроль за операциями с цифровым рублём, в частности антиотмывочный контроль, будут одновременно осуществлять Банк России и коммерческие банки.
Цифровые рубли будут храниться на счетах цифрового рубля (в цифровых кошельках) граждан и компаний. Кошельки будут открываться на платформе Банка России. Операции с цифровыми рублями будут проходить на этой платформе с использованием технологии блокчейн. Доступ к цифровым кошелькам будет через привычные дистанционные каналы: мобильные приложения банков и интернет-банки.
У каждого гражданина и каждой компании будет только один цифровой кошелёк на платформе Банка России.
Введение цифрового рубля может обеспечить ряд преимуществ, среди которых: развитие новой платежной инфраструктуры, отсутствие для граждан комиссии за платежи и переводы в цифровых рублях, возможность получения доступа к цифровому кошельку через мобильное приложение любого банка, а также в будущем — расчеты цифровыми рублями при ограниченном доступе к сети Интернет. Цифровой рубль призван также снизить издержки для бизнеса при расчетах, повысив конкурентоспособность российской экономики.

## Описание
По оценке Банка международных расчётов, к 2020 году более 80 % всех центральных банков занимались разработкой своей цифровой валюты.
В октябре 2020 года ЦБ РФ выпустил доклад, посвящённый созданию цифрового рубля (Цифровой валюты Центрального банка, ЦВЦБ). Подчёркивалось, что ЦВЦБ не станет криптовалютой, поскольку будет централизованно выпускаться Банком России, который станет гарантом безопасности расчётов. Единицы цифрового рубля будут идентифицироваться уникальным цифровым кодом. ЦВЦБ должна совместить функции безналичных и наличных денег — ей можно будет рассчитаться как дистанционно, так и через офлайн-кошелёк; Цифровой рубль можно будет перевести в наличный и безналичный по курсу 1:1.
В докладе представлены 4 возможные модели реализации обращения ЦВЦБ, в зависимости от того, кто, как и кому открывает кошельки и осуществляет расчёты. Тогда же пресс-секретарь президента Дмитрий Песков оценил сроки введения цифрового рубля в 3—7 лет.
В апреле 2021 года ЦБ РФ опубликовал концепцию цифрового рубля. Была выбрана модель, где Банк России открывает и ведёт кошельки финансовым институтам, которые, в свою очередь, открывают и ведут кошельки клиентам. В июне 2021 года ЦБ определил 12 банков, которые впоследствии приняли участие в тестировании платформы цифрового рубля: Ак Барс Банк, Альфа-банк, Банк ВТБ, Банк ДОМ.РФ, Газпромбанк, Промсвязьбанк, Росбанк, Сбербанк, СКБ-банк, Банк СОЮЗ, Т-Банк, ТКБ банк.

## Тестирование
В декабре 2021 года завершилось создание прототипа платформы цифрового рубля. Уже в январе 2022 года началось её тестирование.
На первом этапе обкатывались выпуск цифрового рубля, открытие цифровых кошельков банками и гражданами, а также потенциальные С2С-переводы и С2В-переводы.
21 апреля 2022 года глава ЦБ РФ Эльвира Набиуллина в ходе отчёта в Госдуме заявила, что пилотные операции как внутри страны, так и в международных расчётах начнут в ограниченном объёме проводить с 2023 года: «В следующем году будем постепенно проводить пилотные расчёты с цифровым рублём в реальной экономике. Цифровой рубль должен сделать расчёты дешевле. Мы рассчитываем, что он будет использоваться и в международных расчётах».
На пресс-конференции, прошедшей 16 сентября 2022 года, Эльвира Набиуллина объявила, что начало тестирования цифрового рубля с реальными клиентами может начаться 1 апреля 2023 года. Однако, к этому времени не была подготовлена соответствующая законодательная база.
29 декабря 2022 года в Государственную Думу группой депутатов во главе с председателем комитета по финансовому рынку Анатолием Аксаковым был внесён законопроект о цифровом рубле. В нём предлагалось внесение изменений в различные законодательные акты в связи с введением цифрового рубля. В частности, в закон «О национальной платёжной системе». Также планировалось закрепить за Центральным банком статус единственного оператора платформы. 16 января 2023 года законопроект был рассмотрен и поставлен на повестку в первом чтении Советом Государственной Думы. Отмечалось, что он является рамочным, а детальную нормативную базу необходимо разработать ЦБ. 16 марта 2023 года законопроект о цифровом рубле прошёл первое чтение в Государственной Думе. В ЦБ сообщили, что готовы начать пилотный проект с цифровыми рублями как только будет готова нормативная и законодательная база. В мероприятиях предполагалось участие ограниченного числа клиентов 13 банков. В апреле 2023 года планировалось начало официального использования цифрового рубля, но из-за неготовности законодательной базы это было отложено на более поздний период.
20 июня 2023 года Госдума РФ одобрила законопроект, признающий цифровую валюту объектом договора, собственности и наследования, а 11 июля во втором и третьем чтениях приняла закон о внедрении цифрового рубля. Закон был подписан президентом РФ 24 июля 2023 года. Его основные положения вступили в силу 1 августа 2023 года. Это позволяло ЦБ начать пилотирование валюты с реальными деньгами и клиентами. Известно, что тесты будут проводиться с ограниченным кругом клиентов и сотрудников крупных кредитных организаций.
3 августа 2023 года Центральный банк установил тарифы за оплату товаров и услуг для бизнеса: 0,3 процента от суммы платежа, но не более полутора тысяч рублей за одну транзакцию. Для поставщиков услуг ЖКУ комиссия составляет 0,2 процента, но не более 10 рублей за транзакцию. За переводы между юридическими лицами — на уровне 15 рублей за одну операцию. При этом зафиксировано, что для граждан все операции с цифровыми рублями проходят без взимания комиссии.
В октябре 2024 года ЦБ РФ заявил, что будет штрафовать системно значимые банки, которые не смогут обеспечить клиентам доступ к операциям с цифровым рублем к 1 июля 2025 года.
Пилотный запуск
9 августа 2023 года первый заместитель председателя ЦБ Ольга Скоробогатова заявила о начале пилота по использованию реальных цифровых рублей с привлечением ограниченного количества клиентов банков с 15 августа 2023 года. В рамках пилота тестируется открытие и закрытие цифровых кошельков, совершение покупок цифровыми рублями и переводы между гражданами, простые автоплатежи. Всего в пилоте принимают участие около 600 клиентов и 30 компаний из 11 городов. Широкое внедрение цифрового рубля ожидается не ранее 2025 года.
В августе 2023 стал известен окончательный список банков-участников первого этапа тестирования реальных операций с цифровым рублём:
- Альфа-Банк
- Банк «ДОМ.РФ»
- «Ингосстрах банк»
- ВТБ
- ГПБ
- Банк «Ак барс»
- МТС-банк
- Промсвязьбанк
- Совкомбанк
- «Синара»
- Росбанк
- ТКБ банк

1 сентября 2023 года в ЦБ РФ сообщили, что за август было проведено несколько тысяч реальных операций с цифровыми рублями.
3 октября 2023 года начато тестирование цифрового рубля в московском метро. Отмечается, что «это первый проект в сфере финансовых технологий, реализуемый в городском транспорте России вместе с ЦБ РФ». За цифровую валюту пока можно купить только карту «Тройка».
Ещё 17 банков готовятся подключиться к пилоту. Они уже подписали договор о присоединении к платформе цифрового рубля Банка России и теперь настраивают свои системы, чтобы войти в пилот, когда он будет расширен. Список таких кредитных организаций появился на сайте регулятора и будет обновляться. Среди них:
- О "АБ «РОССИЯ»
- АО «БАНК ОРЕНБУРГ»
- АО «Банк Русский Стандарт»
- АО «МСП Банк»
- АО «Россельхозбанк»
- АО «Тинькофф Банк»
- АО «Экспобанк»
- АО АКБ «НОВИКОМБАНК»
- Банк «ВБРР» (АО)
- КБ «Кубань Кредит» ООО
- ООО «Банк Точка»
- ООО «Примтеркомбанк»
- ПАО "РосДорБанк
- ПАО «Сбербанк России»
- ПАО КБ «Центр-инвест»
- РНКБ Банк (ПАО)
- РНКО «Деньги. Мэйл. Ру» (ООО)

В ноябре 2023 года председатель ЦБ РФ сообщила, что тестирование идет по плану. В 2024 году планируется расширение пилота по количеству участников и типам операций.
На июль 2024 года с помощью цифрового рубля было совершено более 27 тысяч переводов и 7 тысяч операций по оплате услуг.
С 1 сентября 2024 года к тестированию привлечено дополнительно 9 тысяч физических лиц и 1,2 тысячи юридических лиц.
В октябре 2024 года Банк России подтвердил, что участниками пилотного проекта по цифровому рублю являются 12 банков. Также ещё 3 банка должны будут подключиться к проекту до конца 2024 года, в 2025 году к ним добавятся 14-15 банков. По оценкам регулятора, это позволит «покрыть сервисами цифрового рубля порядка 80 % всех клиентов, которые пользуются финансовыми услугами».
При условии успешного тестирования пилотного проекта Банк России рассчитывал начать масштабное внедрение цифрового рубля в середине 2025 года. В августе 2025 года ЦБ и Казначейство России планировал в качестве эксперимента начать использование цифровой валюты для выплаты социальных пособий.
В феврале 2025 года, по итогам пилотного проекта, от массового внедрения цифрового рубля в июне 2025 года пришлось отказаться. ЦБ перенес внедрение цифрового рубля на середину 2026 года. Перенос запуска цифрового рубля связан с тем, что у банков при его внедрении появились различные сложности, в том числе, связанные с обеспечением технологической независимости.

## Оценки и критика

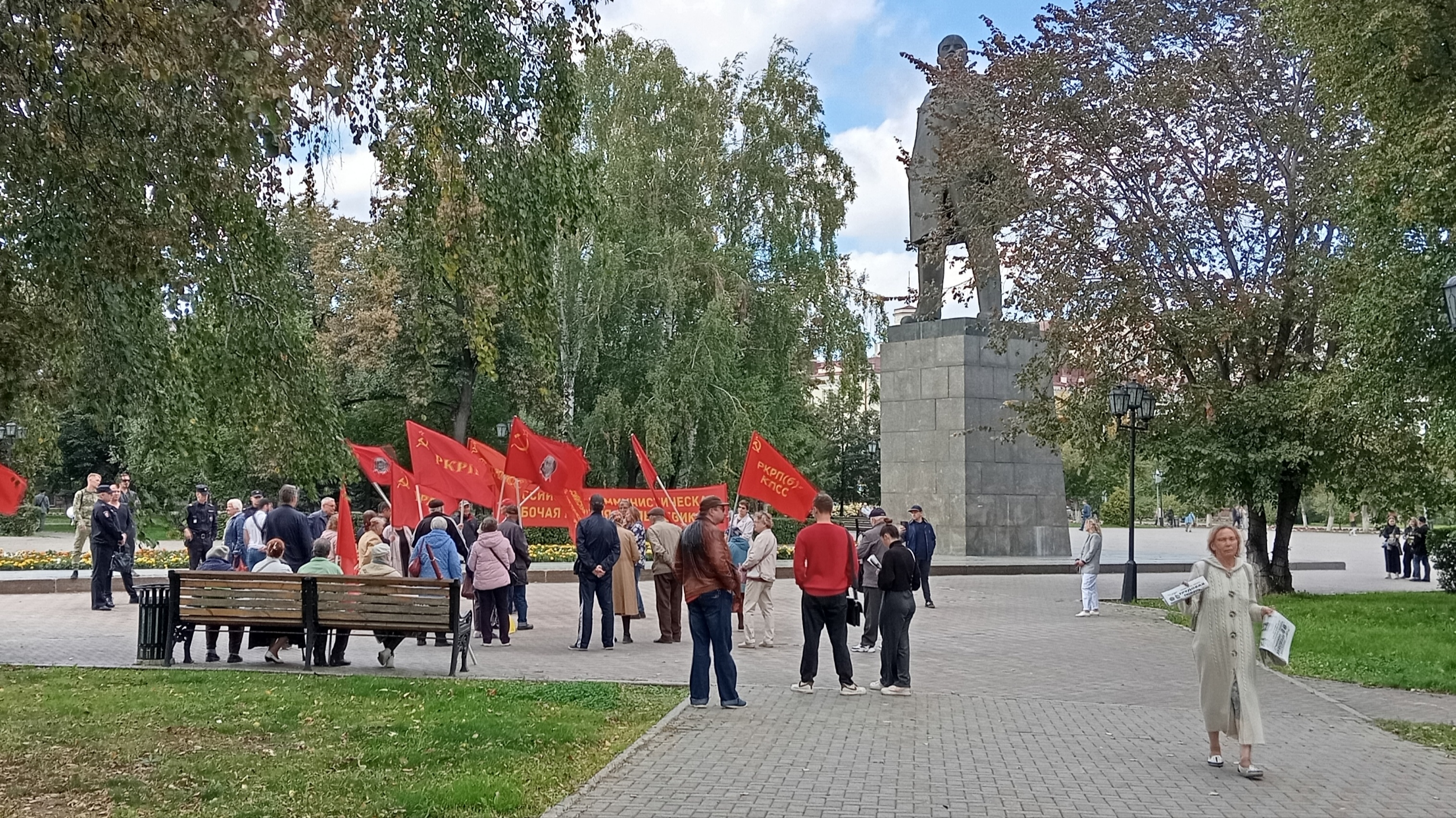
Митинг протеста РКРП против цифрового рубля. Тюмень, сентябрь 2024 года.

Глава Министерства финансов РФ Антон Силуанов назвал цифровой рубль перспективным. Его надёжность министр объяснил тем, что эмитентом валюты выступает Центробанк. По мнению Силуанова, для бюджета проект окажется интересным из-за своей прозрачности.
В конце 2020 года Сбербанк раскритиковал доклад, оценив переток денежных средств в цифровой рубль в 2—4 трлн рублей, что может привести к росту кредитных ставок. Около половины банков на тот момент считали создание цифрового рубля бессмысленным. Также Сбербанк предупредил о рисках, связанных с низкой киберустойчивостью новой формы валюты. Для её повышения, с точки зрения зампреда правления банка Станислава Кузнецова, необходимо создавать уникальную систему, которая обойдётся в 20-25 млрд рублей.
В центре «Сколково-РЭШ» наряду с плюсами указывали, что с введением цифрового рубля ЦБ может быть вовлечён в рынок финансовых услуг. Это способно повлечь за собой потерю независимого статуса и утрату доверия в отношении регулирующей функции. Эксперты Центра макроэкономического анализа и краткосрочного прогнозирования выказали опасения, что цифровой рубль может привести к потере ликвидности банками. Есть риск оттока не менее 9 трлн рублей со счетов физических и юридических лиц к концу 2024 года.
В качестве рисков внедрения цифрового рубля называются избыточное сверхрегулирование, монополизация финансовой системы РФ, попытки установления лимитов в вопросе обращения денег для граждан, организаций и государственных, муниципальных учреждений, а также возможность лишения денег их главной функции — функции накопления. В ходе опроса, проведенного Mail.ru в августе 2023 года, выяснилось, что россияне не выражают заинтересованности в цифровом рубле: пользоваться им планируют лишь 12 % респондентов. Среди недостатков называются недоверие к цифровым валютам в целом, опасение контроля государства за финансами, отсутствие явных преимуществ по сравнению с привычным безналичным расчетом, невозможность снятия наличных в банкомате, кэшбека и процентов по вкладу. Процент россиян, желающих получать заработную плату в цифровых рублях, невелик и к тому же снижается по мере приближения к дате его введения: от 13% в августе 2024 до 8% в июле 2025.
Представители банков и эксперты указали на дороговизну внедрения цифровой валюты. Например, в Росбанке оценили расходы в 150 млн рублей за два года.

## Логотип цифрового рубля
Первый логотип цифрового рубля, состоящий из знака рубля и обрамляющей его окружности, повторяющей форму монеты и напоминающей логотип ЦБ РФ, был опубликован Банком России, 3 августа 2023 года в специальном видео и на сайте.

## Тарифы
Совет директоров Банка России установил и опубликовал тарифы по операциям с цифровым рублем 3 августа 2023 года. ЦБ заявил, что с введением цифрового рубля в широкий оборот переводы для граждан в нём останутся бесплатными; тарифы для бизнеса за приём оплаты составят 0,3 % платежа, но не выше 1500 руб.; комиссия за переводы между юрлицами составит 15 рублей.